# Avril-sur-Loire
Avril-sur-Loire település Franciaországban, Nièvre megyében. Lakosainak száma 247 fő (2022. január 1.). Avril-sur-Loire Sougy-sur-Loire, Saint-Germain-Chassenay, Saint-Parize-en-Viry, Decize, Druy-Parigny, Fleury-sur-Loire és Neuville-lès-Decize községekkel határos.

## Népesség
A település népességének változása:
| Lakosok száma | 246  | 262  | 270  | 268  | 260  | 253  | 246  | 245  | 247  |
|               | 2013 | 2015 | 2016 | 2017 | 2018 | 2019 | 2020 | 2021 | 2022 |